# Христофор Хубчев
Христофор Хубчев е български футболист, който играе за Пирин (Благоевград) като защитник.

## Кариера
На 22 юни 2014 г. подписва договор с Монтана, където изиграва 36 мача. През 2016 г. подписва с Берое, но напуска на 2 декември 2016 г. През следващата година облича фланелката на Дунав (Русе). Играе в двата мача срещу Иртиш за Лига Европа през 2017. След два сезона за Дунав подписва с гръцкия АЕ Лариса. Там изиграва 18 мача за 2 сезона. През 2019 г. подписва с Етър. След два сезона за болярите, на 16 юли 2021 г., подписва договор с Левски София. След само няколко месеца в Левски София, той се присъединява към тима на Пирин (Благоевград).